# Encephalartos woodii
Encephalartos woodii is een palmvaren, die erom bekend staat dat hij in het wild is uitgestorven en dat er geen vrouwelijk exemplaar van bekend is. Aangezien palmvarens tweehuizig zijn, kan deze plant zich niet geslachtelijk voortplanten.

## Beschrijving
Het is een tot 6 m hoge plant met een of meerdere stammen met een diameter die meestal 30-50 cm is, maar meer dan 2 m kan bedragen. De kroon is parapluvormig en bestaat uit vijftig tot honderdvijftig bladeren. De bladeren zijn glanzend donkergroen, 2-3 m lang, in de lengterichting gebogen en geveerd in zeventig tot honderdvijftig deelblaadjes. De deelblaadjes zijn V-vormig gerangschikt. De plant produceert zes tot acht, helder oranjegele kegels. Deze zijn cilindrisch, meestal 40-90 cm lang maar met uitschieters tot 1,2 m en 15-20 cm breed.

## Herkomst
John Medley Wood ontdekte in 1895 een enkele mannelijke plant met vier stammen op een steile, zuidelijke helling aan de randen van het Ngoye Forest, ongeveer 30 km van Mtunzini in KwaZoeloe-Natal (Zuid-Afrika). Er werden stekken van zijscheuten aan de basis van de stammen van de plant genomen en deze werden opgekweekt in de Durban Botanical Gardens in Durban. Uiteindelijk gingen alle stammen in het wild te gronde en ondanks vele zoektochten zijn nooit meer planten in het wild aangetroffen. Waarom de plant in het wild is uitgestorven, is nooit duidelijk geworden. Mogelijk werd hij uitgeroeid door het gebruik in ceremoniële rites van zoeloes. Sommige personen suggereerden dat dit ene exemplaar geen soort was maar een natuurlijke hybride en hebben nooit meer exemplaren bestaan.
Er wordt gespeculeerd over methodes om Encephalartos woodii toch geslachtelijk te vermeerderen. Een methode zou kunnen zijn om de plant te kruisen met een vrouwelijk exemplaar van Encephalartos natalensis, de naaste verwant. De hieruit ontstane hybride, Encephalartos woodii ×natalensis kan vervolgens met Encephalartos woodii worden teruggekruist. Uiteindelijk wordt zo vaak terugegekruist tot een plant ontstaat die een vrij nauwkeurige benadering is van Encephalartos woodii en een populatie van mannelijke en vrouwelijke planten ontstaat. Een andere optie is de observatie dat palmvarens die aan trauma's worden blootgesteld zoals fysieke verwondingen of vorst, van geslacht kunnen veranderen. Dit zou kunnen worden toegepast bij Encephalartos woodii om een geslachtsverandering te induceren.

## Exemplaren in botanische tuinen
Een aantal botanische tuinen in de wereld hebben de soort in hun collectie. Allen stammen af van de plant die door John Medley Wood is ontdekt. Een aantal botanische tuinen waar deze plant kan worden bezichtigd zijn:
- Durban Botanical Gardens in Durban
- Hortus Botanicus Amsterdam
- Kirstenbosch National Botanical Garden in Kaapstad
- Kew Gardens in Londen
- National Botanic Gardens in Dublin
- Orto botanico di Napoli in Napels